# كريغ كونيل
كريغ كونيل (بالإنجليزية: Craig Connell)‏ مواليد 16 مايو 1968، هو متسابق دراجات نارية أسترالي. نافس في سباقات بطولة العالم لفئة 500 سي سي ولفئة 250 سي سي ولفئة 50 سي سي. كما شارك في بطولة العالم للسوبربايك.

## روابط خارجية
- كريغ كونيل على موقع MotoGP.com (الإنجليزية)
- كريغ كونيل على موقع WorldSBK.com (الإنجليزية)